# Flywheel
Flywheel (Brasil: A virada / Portugal: Lição de Honestidade) é um filme estadunidense de 2003, do gênero drama, dirigido e estrelado por Alex Kendrick. O filme tem uma temática cristã e foi produzido pela Sherwood Pictures.

## Sinopse
Jay Austin (Alex Kendrick) é um vendedor de carros desonesto que, aos poucos, é convencido de seus erros e decide corrigi-los, buscando a partir de então viver sua vida dentro dos princípios bíblicos.

## Elenco
- Alex Kendrick .... Jay Austin
- Janet Lee Dapper .... Judy Austin
- Roger Breland .... Mr. Austin
- Richie Hunnewell .... Todd Austin
- Lisa Arnold .... Hillary Vail
- Walter Burnett .... Max Kendall
- Tracy Goode .... Bernie Meyers
- Rutha Harris .... Katie Harris
- Treavor Lokey .... Vince Berkley
- Steve Moore .... Dan Michaels